# Juan Carlos Morillo Ulloa
Juan Carlos Morillo Ulloa (Chimbote, 19 de junio de 1980) es un ingeniero civil y político peruano. Fue gobernador de la región Ancash desde el 1 de enero de 2019 hasta el 30 de noviembre de 2020. 

## Biografía
Realizó estudios de ingeniería civil en la Universidad Privada San Pedro. Ocupó el cargo de gerente de JJM Minería y Construcción SAC entre 2006 y 2012, y Consorcio Primero de Mayo (2012-2013). Fue ingeniero residente de Kinrys Constructores EIRL (2017).
En 2014 fue candidato a gobernador regional. Es secretario regional de Somos Perú desde 2016. En las elecciones regionales de 2018 participó por Somos Perú donde obtuvo en primera vuelta el 13.57% de los votos, disputó una segunda vuelta con el candidato Juan Santos Rebaza del Movimiento Regional El Maicito, alcanzando el 55.59% de votos válidos y siendo elegido gobernador.
El 30 de noviembre del 2020 fue detenido luego que el quinto juzgado de investigación preparatoria de Huaraz ordenara su detención preliminar por 7 días en el marco de la investigación que se le sigue por las presuntas irregularidades durante la remodelación de un nuevo ambiente COVID-19 y la adquisición de equipos médicos en el mes de abril para el Hospital Regional Eleazar Guzmán Barrón de Nuevo Chimbote. Junto a él se detuvieron a varios funcionarios del Gobierno Regional de Áncash.
Tras 4 años de investigaciones, la Corte Superior de Justicia de Áncash, absolvió a Morillo en el caso Hospital Regional Eleazar Guzmán Barrón.